# Blakea formicaria
Blakea formicaria är en tvåhjärtbladig växtart som beskrevs av John Julius Wurdack. Blakea formicaria ingår i släktet Blakea och familjen Melastomataceae. Inga underarter finns listade i Catalogue of Life.